# Hydrillodes
Hydrillodes — рід еребід з підродини совок-п'ядунів.

## Опис
На передніх крилах M2 і M3 на загальному стеблі, відходить від одного стовбура з Cu1. У самця вершина передніх крил сильно закруглена.

## Систематика
У складі роду:
- Hydrillodes abavalis Walker, 1859
- Hydrillodes aroa Bethune-Baker, 1908
- Hydrillodes astigma Prout,
- Hydrillodes aviculalis Guenée, 1862
- Hydrillodes basalis Moore, 1867
- Hydrillodes bryophiloides Butler, 1876
- Hydrillodes buruensis Holland,
- Hydrillodes captiosalis Walker, 1859
- Hydrillodes carayoni Viette, 1981
- Hydrillodes cauloneura Prout,
- Hydrillodes cleobisalis Walker, 1858
- Hydrillodes comoroana Viette, 1981
- Hydrillodes contigua Wileman, 1915
- Hydrillodes crispipalpus Collenette, 1929
- Hydrillodes dimissalis Walker, 1865
- Hydrillodes discoidea Viette, 1961